# Pianoconcert (Gershwin)
Het Pianoconcert in F majeur is het enige pianoconcert van de Amerikaanse pianist en componist George Gershwin. Hij schreef het werk in 1925 op verzoek van Walter Damrosch, dirigent van het Boston Symphony Orchestra.

## Geschiedenis
De opdracht aan Gershwin om een pianoconcert te schrijven kwam niet rechtstreeks van Walter Damrosch (1862-1950). Diens dochter Alice opperde het idee een keer aan haar vader. Ze had Gershwin verschillende keren thuis ontmoet en horen spelen. In tegenstelling tot Paul Whiteman had Damrosch niks met jazz. Hij zag Gershwin als de opvolger van de Amerikaanse componist John Alden Carpenter wiens symfonische werk Skyscrapers uit 1924 hij beschouwde als het beste symfonische werk van een Amerikaans componist tot dan toe.
Gershwin accepteerde het aanbod, maar alleen om te bewijzen dat de Rhapsody in Blue niet een toevalstreffer was en hij meer in zijn mars had. “De Rhapsody, zoals de titel al zegt, is een blues impressie. Het pianoconcert is een onafhankelijk stuk muziek dat in elk programma past,” aldus Gershwin.
Eind augustus 1925 was het eerste deel klaar, half september het tweede deel en eind september het derde deel. De orkestratie was 10 november klaar. In totaal nam, volgens Gershwin zelf, het componeren drie maanden in beslag en het orkestreren een maand. De titel, aanvankelijk ‘New York Concerto’, werd Concerto in F. Zoals gebruikelijk had hij het eerst voor verschillende vrienden en kennissen voorgespeeld en naar aanleiding van hun feedback het een en ander veranderd dan wel aangepast.
De eerste officiële uitgave was een versie voor twee piano’s in 1927. Deze versie vormt de basis voor de eerste uitgave van de partituur zoals hij uitgegeven is door Frank Campbell-Watson in 1942. Campbell-Watson voegde alle dynamische tekens, expressieve aanduidingen en herhalingstekens die Gershwin achterwege had gelaten maar die nodig zijn voor een correcte uitvoering van het werk, toe.
Gershwin speelde, op eigen kosten ergens in november, een try-out in het Globe Theatre met een gehuurd orkest van 55 musici onder leiding van zijn vriend William Daly en paste enkele veranderingen toe in de partituur, mede op advies van Damrosch en Ernest Hutcheson.
De première was op 3 december 1925 in de Carnegie Hall. Het pianoconcert stond als laatste gepland op een lang programma waar o.a. Symfonie nr.5 van Glazoenov op stond. Gershwin kreeg een groter applaus vooraf dan nadat hij gespeeld had. Componist en pianist Morton Gould zei over de première: “ Het publiek reageerde overweldigend. Overal om me heen stonden mensen versteld van de originaliteit en kracht van het werk”. De critici –muziekrecensenten- waren verdeeld: de een vond het fantastisch, vernieuwend, typisch Amerikaans, de ander vond het broddelwerk en een stuk minder dan de Rhapsody.
Gershwin zelf heeft het stuk voor de rest van zijn leven gespeeld, met groot succes en met alle grote orkesten en dirigenten in de VS. De Europese première was op 29 mei 1928 met Dimitri Tiomkin als solist en het Vladimir Golschmann Orkest. Gershwin was aanwezig bij die première samen met Ira.
De eerste ‘jazz’ versie –een erg ingekorte versie- was van Paul Whiteman met zijn orkest in de herfst van 1928 in een arrangement van Ferde Grofé met Roy Bargy als solist en òf Bix Beiderbecke òf Charles Margulis als solo trompettist in deel twee, wie van de twee de trompetpartij speelde is niet precies te achterhalen. Gershwin was niet zo enthousiast over Grofé’s arrangement, er zat te veel Milhaud en Copland in.
Tegenwoordig heeft het Concerto in F, net als de Rhapsody in Blue, een vaste plaats veroverd op het repertoire van zowel pianisten als orkesten. Er zijn talloze uitvoeringen van het werk op cd uitgebracht.

## Instrumentatie
Gershwin heeft het concert geïnstrumenteerd voor een groot symfonieorkest zonder saxofoons en harp namelijk:
- piccolo,
- twee dwarsfluiten,
- twee hobo’s,
- Engelse hoorn (= althobo),
- twee klarinetten (in Bes),
- basklarinet,
- twee fagotten,
- vier hoorns,
- drie trompetten (in Bes),
- twee trombones,
- tuba,
- pauken (drie gestemde),
- (uitgebreid) slagwerk,
- strijkers en
- solo piano.

De enige twee personen die Gershwin om advies vroeg over de instrumentatie waren Walter Damrosch en William Daly.

## Vorm en structuur
Het Pianoconcert is van het begin tot het eind typisch Amerikaans en Gershwin. Het heeft de klassieke 19e-eeuwse concertopbouw bestaande uit de drie delen:
1. Allegro
2. Adagio – andante con moto
3. Allegro agitato

Het eerste deel lijkt door zijn twee thema’s een klassieke sonatevorm te hebben, maar dat heeft het niet. Gershwin verklaarde dat nergens het concert de klassieke structuur volgt. De structuur is vrij en elastisch. Alle thema’s zijn op een onconventionele manier geëxposeerd en ontwikkeld.
Het werk is een knap geconstrueerde synthese van klassieke elementen (o.a. de structuur) en jazz-elementen (o.a. het Charlestonritme in deel 1) die volkomen natuurlijk verloopt. Niets is geforceerd.
Vergeleken met de Rhapsody in Blue zit het beter in elkaar: de vorm is hechter en er zitten geen ‘afdwalingen’ in en er wordt minder gesteund op gemakkelijk passagewerk om leemten op te vullen. Het werk zit vol met orkestrale vondsten zoals bijvoorbeeld het duet tussen piano en altviool in deel 1 waarbij de altviool gedubbeld wordt door een Engelse hoorn, veel contrasterende thema’s en uitstekend uitgewerkte invallen.
Het concert is een bonte verzameling van stemmingen, gevoelens en sfeer die op een heel kundige manier samen zijn gevoegd in drie delen. Het tweede deel heeft een melancholisch blues thema opgebouwd in een klassiek rondovorm: ABACA waarbij het hoofdthema geïntroduceerd wordt door de gedempte trompet. Het derde deel is een soort van toccata-achtige finale waarbij thema’s uit de eerste twee delen getransformeerd terug komen. Gershwin beschreef het derde deel als een orgie van ritmes en thema’s. Het heeft ook een rondo vrom: ABACADAEABA, waarbij ‘A’ het toccata thema is, ‘B’ het pianothema uit het eerste deel, ‘C’ een nieuw ‘jazzy’ achtig thema is, ‘D’ het romantische thema is uit het tweede deel en ‘E’ het grillige thema is uit het tweede deel. Het deel eindigt met een geweldige knaller, zes maten voor het eind een bitonale constructie van het F-akkoord en het G-akkoord (F-G-A-C-D-F), fortissimo gespeeld, en in de laatste maat een, puur klassiek, F-akkoord, fortissisimo gespeeld.

## Arrangement voor jazzorkest
In 1928 maakte Ferde Grofé een arrangement van het concert voor het jazzorkest van Paul Whiteman. Het Metropole Orkest zette het in 2002 op de plaat (Basta 30-9119-2).

## Concerto in Fals ballet
- In 1930 maakt Gertrude Kurath een choreografie op het pianoconcert. Ze deed dat op de (ingekorte) versie van Whiteman en in overleg met Gershwin. Haar choreografie is een mix van jazz en experimentele dans en een "studie in ruimtes en niveaus", zoals ze zelf verklaarde.[11]
- Begin jaren 80 van de 20ste eeuw maakte Billy Wilson twee choreografieën op het pianoconcert, een voor Alvin Ailey in 1981 getiteld Concerto In F en een in 1982 voor Jerome Robbins voor het New York City Ballet met als titel Gershwin Concerto.[11]